# Кононов, Николай Кузьмич
Николай Кузьмич Кононов (2 декабря [14 декабря] 1859 год — после 1917 года) — русский генерал-лейтенант Генерального штаба, начальник штаба Отдельного корпуса пограничной стражи.

## Биография
В службу вступил в 1877 году, в 1879 году после окончания Николаевского кавалерийского училища по I разряду был произведён в прапорщики гвардии и выпущен в Драгунский лейб-гвардии полк. В 1883 году произведён в поручики.
В 1885 года после окончания Николаевской военной академии по I разряду произведён в штабс-ротмистры и переименован в капитаны Генерального штаба с назначением старшим адъютантом штаба 3-й кавалерийской дивизии. С 1888 года отбывал цензовое командование эскадроном в Смоленском 9-м драгунском полку. С 1889 года штаб-офицер для поручений, с 1891 года старший адъютант штаба, с 1892 года штаб-офицер для особых поручений при командующем Виленского военного округа. В 1890 году произведён в подполковники, в 1894 году произведён в полковники.
С 1895 года начальник Тверского кавалерийского училища. В 1902 году произведён в генерал-майоры. С 1903 года окружной дежурный генерал штаба Варшавского военного округа. С 1904 года участник Русско-японской войны — дежурный генерал 3-й Манчжурской армии.
С 1906 года обер-квартирмейстер Главного управления Генерального штаба. С 1906 по 1917 годы — начальник штаба Отдельного корпуса пограничной стражи. В 1907 году произведён в генерал-лейтенанты. В 1917 году уволен от службы за болезнью с мундиром и пенсией.

## Награды
Был награждён всеми наградами Российской империи вплоть до ордена Белого орла пожалованного ему 22 марта 1915 года.